# 2535 Hämeenlinna
2535 Hämeenlinna este un asteroid din centura principală, descoperit pe 17 februarie 1939, de Yrjö Väisälä.